# Barinas virginis
Barinas virginis is een hooiwagen uit de familie Agoristenidae. De originele naamcombinatie (protoniem) was Vimina virginis González-Sponga, 1987.